# Dnipro Tsjerkasy
Dnipro Tsjerkasy (Oekraïens: ФК Дніпро Черкаси) was een Oekraïense voetbalclub uit de stad Tsjerkasy.
De club speelde sinds de onafhankelijkheid van Oekraïne (augustus 1991) voornamelijk in de tweede klasse en enkele seizoenen in de derde klasse. In 2008 degradeerde de club uit de tweede klasse en tijdens het seizoen 2008/09 werd het team uitgesloten uit de competitie.